# (5645) 1990 SP
(5645) 1990 SP es un asteroide que forma parte de los asteroides Apolo, descubierto el 20 de septiembre de 1990 por Robert H. McNaught desde el Observatorio de Siding Spring, Nueva Gales del Sur, Australia.

## Designación y nombre
Designado provisionalmente como 1990 SP.

## Características orbitales
1990 SP está situado a una distancia media del Sol de 1,354 ua, pudiendo alejarse hasta 1,879 ua y acercarse hasta 0,8301 ua. Su excentricidad es 0,387 y la inclinación orbital 13,50 grados. Emplea 576,032 días en completar una órbita alrededor del Sol.

## Características físicas
La magnitud absoluta de 1990 SP es 17,1. Tiene 2 km de diámetro y su albedo se estima en 0,121.